# Ewa Jabłońska
Ewa Jabłońska (ur. 1956) – polska naukowiec, diagnosta laboratoryjny, immunolog, profesor nauk medycznych.

## Życiorys
W 1984 ukończyła analitykę medyczną na Akademii Medycznej w Białymstoku, gdzie rozpoczęła pracę w 1985. W 1991 pod kierunkiem dr hab. Zofii Pietruski z Samodzielnej Pracowni Immunopatologii AMB obroniła pracę doktorską "Receptory granulocytów dla fragmentu Fc immunoglobulin i składnika C3 dopełniacza u chorych na cukrzycę" uzyskując stopień naukowy doktora nauk medycznych. W  1998 na podstawie osiągnięć naukowych i złożonej rozprawy "Rola neutrofilów w uwalnianiu wybranych cytokin i ich rozpuszczalnych receptorów w przebiegu choroby nowotworowej" otrzymała stopień naukowy doktora habilitowanego. W 2006 uzyskała tytuł profesora nauk medycznych. Posiada specjalizację z laboratoryjnej immunologii medycznej.
Pełni funkcję kierownika Zakładu Immunologii UMB. Wiceprzewodnicząca oddziału białostockiego Polskiego Towarzystwa Immunologii Doświadczalnej i Klinicznej.
Odznaczona Srebrnym Krzyżem Zasługi (2005).